# Rothbury (Michigan)
Rothbury – wieś w Stanach Zjednoczonych, w stanie Michigan, w hrabstwie Oceana.